# 澄州 (遼寧省)
澄州（ちょうしゅう）は、中国にかつて存在した州。現在の遼寧省海城市を中心とする遼河下流地域一帯に設置された。
遼に設置された海州を前身とする。州治は臨溟県に設置された。金になると1151年（天徳3年）に澄州と改称されたが、元の大徳年間に廃止となり巡検司とされた。 